# استاتسبوری (ویرجینیای غربی)
استاتسبوری (به انگلیسی: Stotesbury) یک منطقهٔ مسکونی در ایالات متحده آمریکا است که در شهرستان رالی، ویرجینیای غربی واقع شده‌است.